# Battle of Giants figiana
La Battle of Giants (in italiano Battaglia dei Giganti) è una competizione calcistica che si tiene ogni anno sotto l'egida della Fiji Football Association, nelle Figi, dove partecipano le migliori squadre di ogni distretto.
La competizione, iniziata nel 1978 grazie a Jitendra Durga Maharaj, venne organizzata per raccogliere fondi per l'associazione, in seguito alla crisi economica avuta verso la fine degli anni 1980. Questa è stata la prima volta che una competizione di calcio a Figi è stato sponsorizzata da aziende. La Battle of Giants si svolge ogni anno ad eccezione del 1987.

## Regolamento
Partecipano al torneo le migliori dieci squadre distrettuali. Attualmente sono Ba, Labasa, Lautoka, Nadi, Nadroga, Nasinu, Navua, Rewa, Suva e Tavua. Le squadre sono divise in due gironi da cinque squadre ciascuno, ed ogni girone viene completato in tre giorni. Si qualificano le migliori due squadre di ogni girone, che disputano le semifinali e poi la finale.

## Albo d'oro
| Anno | Città   | Vincitore | Finalista | Punteggio | Note |  |
| ---- | ------- | --------- | --------- | --------- | --- |  |
| 1978 | Ba      | Nadi      | Ba        | 1 - 0     | - |  |
| 1979 | Lautoka | Ba        | Rewa      | 4 - 2     | Ai rigori |  |
| 1980 | Ba      | Nadi      | Ba        | 3 - 0     | - |  |
| 1981 | Lautoka | Ba        | Lautoka   | 2 - 0     | - |  |
| 1982 | Suva    | Suva      | Ba        | -         | Incontro assegnato al Suva                                                                                              |  |
| 1983 | Nadi    | Nadi      | Lautoka   | 1 - 0     | - |  |
| 1984 | Ba      | Ba        | Suva      | 1 - 0     | - |  |
| 1985 | Suva    | Lautoka   | Rewa      | 3 - 0     | - |  |
| 1986 | Nadi    | Nadi      | Labasa    | 1 - 0     | |  |
| 1987 | -       | -         | -         | -         | Non giocata |  |
| 1988 | Nadi    | Suva      | Ba        | 4 - 3     | Ai rigori |  |
| 1989 | Rewa    | Nadroga   | Nasinu    | 1 - 0     | - |  |
| 1990 | Ba      | Ba        | Suva      | 5 - 4     | Ai rigori |  |
| 1991 | Rewa    | Nadroga   | Nasinu    | 5 - 4     | Ai rigori |  |
| 1992 | Lautoka | Ba        | Lautoka   | 1 - 0     | - |  |
| 1993 | Rewa    | Ba        | Labasa    | 1 - 0     | - |  |
| 1994 | Nadi    | Rewa      | Ba        | -         | Il Ba non ha giocato la ripetizione del match per protesta                                                              |  |
| 1995 | Suva    | Suva      | Navua     | 2 - 1     | - |  |
| 1996 | Ba      | Nadi      | Tavua     | 3 - 1     | - |  |
| 1997 | Labasa  | Labasa    | Nadi      | 1 - 0     | - |  |
| 1998 | Nadi    | Ba        | Nadi      | 1 - 0     | - |  |
| 1999 | Lautoka | Ba        | Tavua     | 1 - 0     | - |  |
| 2000 | Lautoka | Ba        | Labasa    | 2 - 0     | - |  |
| 2001 | Nadi    | Ba        | Lautoka   | 2 - 0     | - |  |
| 2002 | Labasa  | Nadroga   | Labasa    | 2 - 1     | - |  |
| 2003 | Lautoka | Rewa      | Ba        | 1 - 0     | - |  |
| 2004 | Ba      | Rewa      | Nadi      | 2 - 0     | - |  |
| 2005 | Suva    | Navua     | Rewa      | 1-0       | - |  |
| 2006 | Nadi    | Ba        | Suva      | 2 - 1     | - |  |
| 2007 | Rewa    | Ba        | Nadi      | 3 - 1     | Ai supplementari |  |
| 2008 | Suva    | Ba        | Labasa    | 2 - 1     | - |  |
| 2009 | Lautoka | Ba        | Lautoka   | 1 - 0     | - |  |
| 2010 | Nadi    | Rewa      | Navua     | 1 - 0     | - |  |
| 2011 | Rewa    | Rewa      | Suva      | 4 - 3     | Ai rigori |  |
| 2012 | Lautoka | Ba        | Labasa    | 4 - 2     | Ai rigori |  |
| 2013 | Ba      | Ba        | Lautoka   | 3 - 1     | - |  |
| 2014 | Suva    | Rewa      | Lautoka   | 2 - 1     | - |  |
| 2015 | Nausori | Rewa      | Ba        | 2 - 0     | Il Ba ha lasciato il terreno per protesta prima del fischio finale e non ha partecipato alla cerimonia di presentazione |  |
| 2016 | Nausori | Lautoka   | Labasa    | 2 - 0     | Ai supplementari |  |
| 2017 | Lautoka | Rewa      | Nadi      | 2 - 1     | |  |
| 2018 | Lautoka | Ba        | Suva      | 2 - 0     | Ai supplementari |  |
| 2019 | Lautoka | Labasa    | Lautoka   | 1-0       | |  |
| 2020 | Lautoka | Rewa      | Suva      | 1-0       | |  |

## Piazzamenti delle squadre
| Squadra      | Vittorie | Finalista |
| ------------ | -------- | --------- |
| Ba F.C.      | 17       | 7         |
| Rewa F.C.    | 9        | 3         |
| Nadi F.C.    | 5        | 5         |
| Suva F.C.    | 3        | 6         |
| Nadroga F.C. | 3        | 0         |
| Lautoka F.C. | 2        | 8         |
| Labasa F.C.  | 2        | 7         |
| Navua F.C.   | 1        | 2         |
| Nasinu F.C.  | 0        | 2         |
| Tavua F.C.   | 0        | 2         |